# لوئیز کارلوس (بازیکن فوتبال، زاده مارس ۱۹۸۰)
لوئیز کارلوس گودیس استوکاس (به پرتغالی: Luiz Carlos Guedes Stukas) مدافع اهل برزیل است که در شهر پورتو الگره و در تاریخ ۱۰ مارس ۱۹۸۰ به دنیا آمده‌است.
لوئیز کارلوس در تیم‌های فوتبال Rio Branco سابقهٔ حضور دارد.